# Kutoharjo (Pati)
Kutoharjo is een bestuurslaag in het regentschap Pati van de provincie Midden-Java, Indonesië. Kutoharjo telt 9630 inwoners (volkstelling 2010).